# Сейсмостойкость
Сейсмостойкость или сейсмическая приспособленность (seismic fitness) — характеристика зданий и сооружений, описывающая степень их устойчивости к землетрясениям в пределах допустимого риска. Она является важным параметром в сейсмостойком строительстве, разделе гражданского строительства, который специализируется в области поведения зданий и сооружений под сейсмическим воздействием.

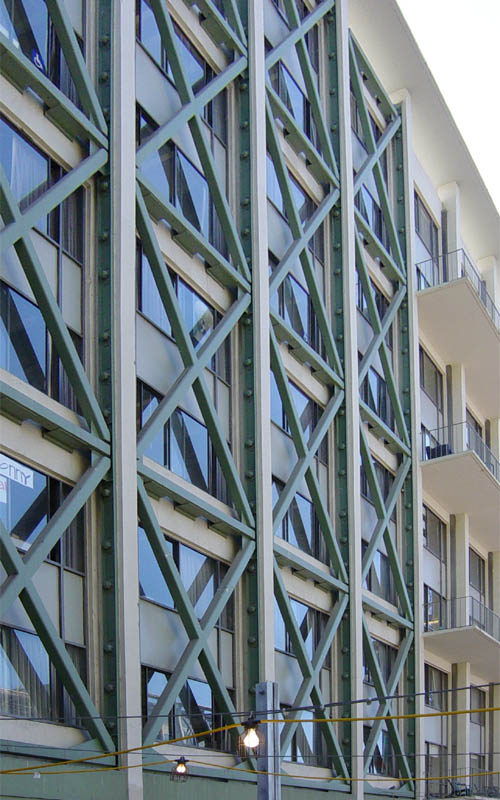
Антисейсмическая стальная ферма спального корпуса Университета Беркли.

Понятие сейсмостойкость первоначально ассоциировалось с достаточно прочной постройкой, с мощным стальным каркасом или стенами, способными выстоять расчетное землетрясение без полного разрушения и с минимальными человеческими жертвами. Примером такой постройки может служить изображенный рядом спальный корпус Университета Беркли, усиленный наружной антисейсмической стальной фермой.

Последний день Помпеи, картина Карла Брюллова.

Большинство строителей древности считали землетрясения проявлениями гнева сверхъестественных сил, и поэтому сама мысль о том, что от них можно защититься, казалась кощунственной.
В местностях, где землетрясения были особенно часты (например, Япония), защита от сейсмических явлений достигалась путём максимального облегчения построек, использования вместо камня таких материалов, как древесина и бамбук, а также лёгких ширм вместо капитальных стен. Первыми строителями, обратившим особое внимание на сейсмостойкость капитальных построек, были инки.

Особенностями архитектуры инков является необычайно тщательная и плотная (так, что между блоками нельзя просунуть и лезвия ножа) подгонка каменных блоков (часто неправильной формы и очень различных размеров) друг к другу без использования строительных растворов, наклонённые внутрь стены со скруглёнными углами и лёгкие соломенные крыши.

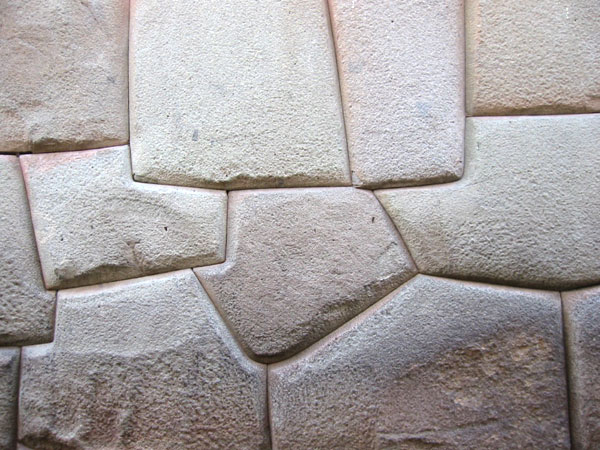
Фрагмент каменной стены инков.

Благодаря этим особенностям кладка инков не имела резонансных частот и точек концентрации напряжений, обладая дополнительной прочностью свода. При землетрясениях небольшой и средней силы такая кладка оставалась практически неподвижной, а при сильных — камни «плясали» на своих местах, не теряя взаимного расположения и при окончании землетрясения укладывались в прежнем порядке. От падения соломенной крыши жителей городов инков предохранял тканый тент, перекрывавший потолок.

Испытание сейсмической изоляции.

Однако, не следует навязывать зданию непосильную задачу — сопротивляться сокрушительному землетрясению. Лучше дать этому зданию, с помощью сейсмической изоляции (base isolation), возможность как бы парить над трясущейся землёй. Сейсмические изоляторы считаются наиболее эффективной технологией в сейсмостойком строительстве.